# لورنا
لورنا (بالإسبانية: Lorna)‏ هي مغنية بنمية، ولدت في 11 مايو 1983 في بنما.

## وصلات خارجية
- لورنا على موقع IMDb (الإنجليزية)
- لورنا على موقع ميوزك برينز (الإنجليزية)
- لورنا على موقع ديسكوغز (الإنجليزية)